# Camillo Caccia Dominioni
Pour les articles homonymes, voir Caccia.
Camillo Caccia Dominioni, né le 7 février 1877 à Milan en Lombardie (royaume d'Italie, et mort le 12 novembre 1946 à  Rome, est un cardinal italien du XXe siècle.

## Biographie
Camillo Caccia Dominioni fait un travail pastoral dans le diocèse de Rome entre 1899 et 1921. Il est nommé préfet de la Chambre pontificale et protonotaire apostolique en 1921. Il est nommé chanoine de la basilique Saint-Pierre en 1924.
Le pape Pie XI le créé cardinal au consistoire du 18 décembre 1935. Le cardinal Caccia Dominioni  participe au conclave de 1939, à l'issue duquel Pie XII est élu, en tant que cardinal protodiacre. C'est lui qui annonce l'élection à la foule et qui pose la tiare sur la tête du nouveau pape.